# Паспорт гражданина Болгарии

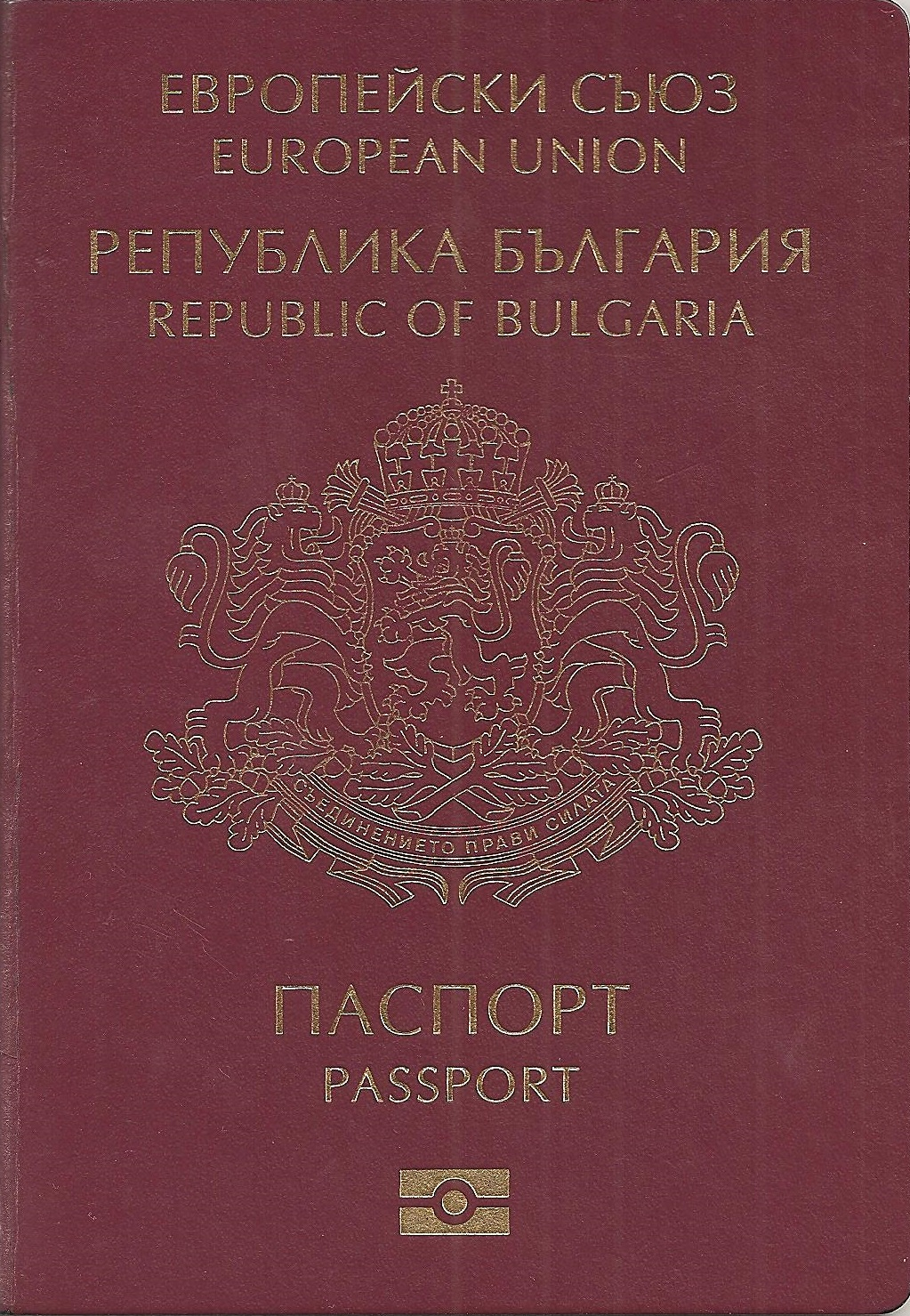

Паспорт гражданина Болгарии — документ, который выдаётся гражданам Болгарии для совершения поездок за границу. Также паспорт может быть подтверждением болгарского гражданства. За выдачу и обновление паспортов отвечает министерство внутренних дел. Граждане Болгарии также являются гражданами Европейского Союза, поэтому в Союзе, а также в странах Шенгенской зоны, Албании, Боснии и Герцеговине, Хорватии, Черногории и Македонии могут путешествовать используя только национальную ID-карточку. Существуют простые, служебные и дипломатические паспорта. Обычно болгарские паспорта выдаются на срок 5 лет.